# الغرزة (همدان)

تعديل مصدري - تعديل

الغرزة هي إحدى قرى عزلة ربع همدان بمديرية همدان التابعة لمحافظة صنعاء، يبلغ تعداد سكانها 891 نسمة حسب تعداد اليمن لعام 2004.